# ويليامسون سيمبسون أولدهام
ويليامسون سيمبسون أولدهام هو محامي وقاضي وسياسي أمريكي، ولد في 19 يوليو 1813 في مقاطعة فرانكلين في الولايات المتحدة، وتوفي في 8 مايو 1868 في هيوستن في الولايات المتحدة. نشط حزبياً في الحزب الديمقراطي. وقد انتخب عضو مجلس نواب أركنساس ‏.